# Steggerda
Steggerda (Stellingwerfs: Steggerde, Fries: Steggerde) is een dorp in de gemeente Weststellingwerf, in de Nederlandse provincie Friesland. Het ligt ten oosten van Wolvega en telt meer dan 1000 inwoners, waarmee het zowel in oppervlakte als inwoneraantal tot de grote dorpen van Weststellingwerf behoort.

## Geschiedenis
In de Middeleeuwen ontstond "Steggerden" op de linkeroever van De Linde. De Stellingswerfse vorm van Steggerda is Steggerde, afgesleten van het vroegere "Steggerden", ook wel als "Steckarden" geschreven. "Steg" is afgeleid van "stijgen", in oorsprong is "steg" een verhoogd pad door een laaggelegen of drassig stuk grond. Het tweede lid "gerden" betekent "omsloten ruimte" of "erde" = "eert" oftewel grasland.

## Verdeling van Steggerda in twee dorpskernen
Het dorp heeft twee dorpskernen die op ongeveer een kilometer afstand van elkaar liggen, en een deel van de buurtschap Overburen valt onder Steggerda.

### Steggerda Kerk

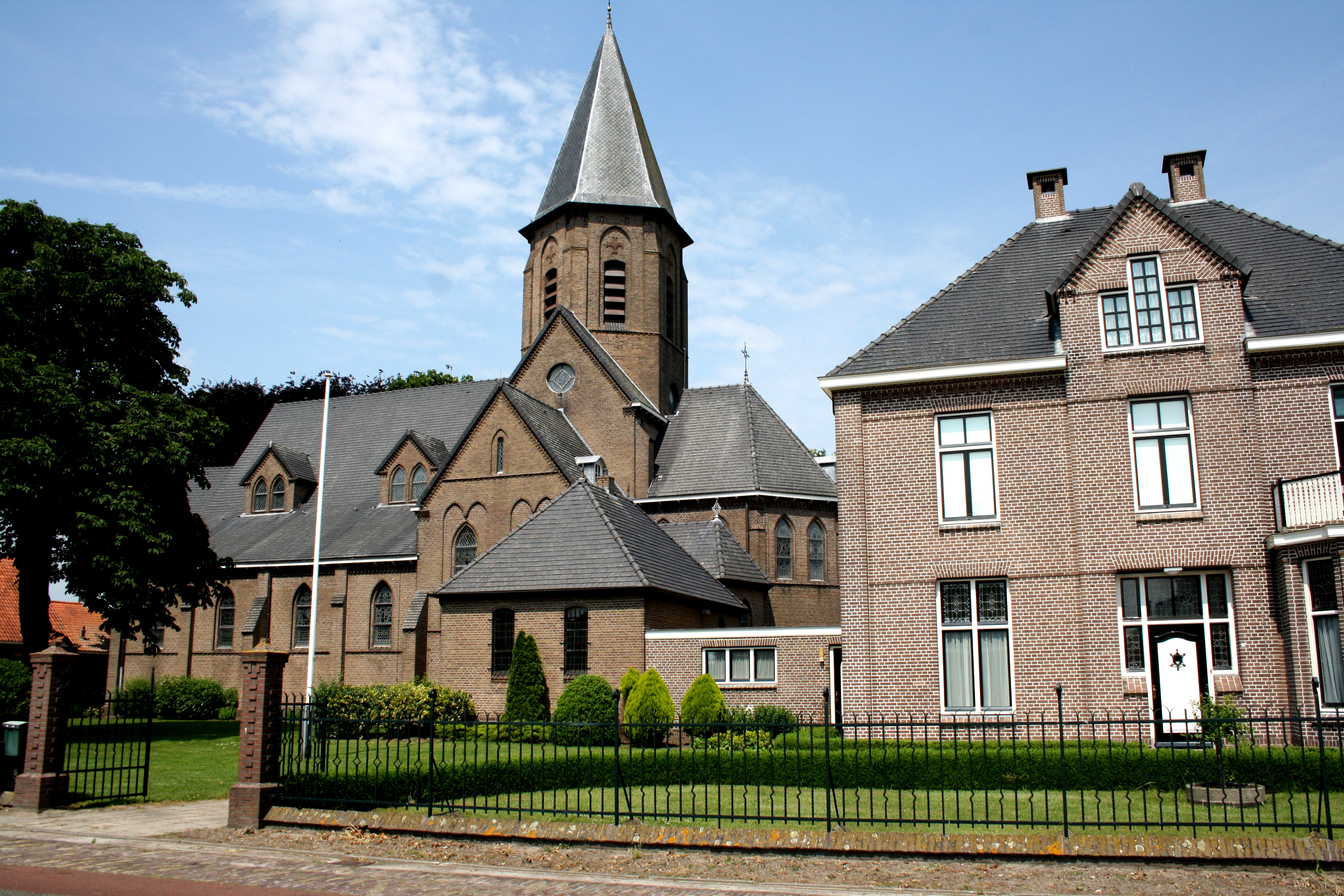
Sint-Fredericuskerk

De kern Steggerda Kerk grenst aan Peperga, en is een Katholieke gemeenschap die in 1580 al actief was in een kleine kerk aan in de buurtschap Overburen. In het begin van de 20e eeuw werd de kerk verplaatst naar de Pepergaweg. Verder kenmerkt deze dorpskern zich door nieuwbouw en een rooms-katholieke basisschool genaamd Fredericus, deze is vernoemd naar de kerk.

### Steggerda Vaart

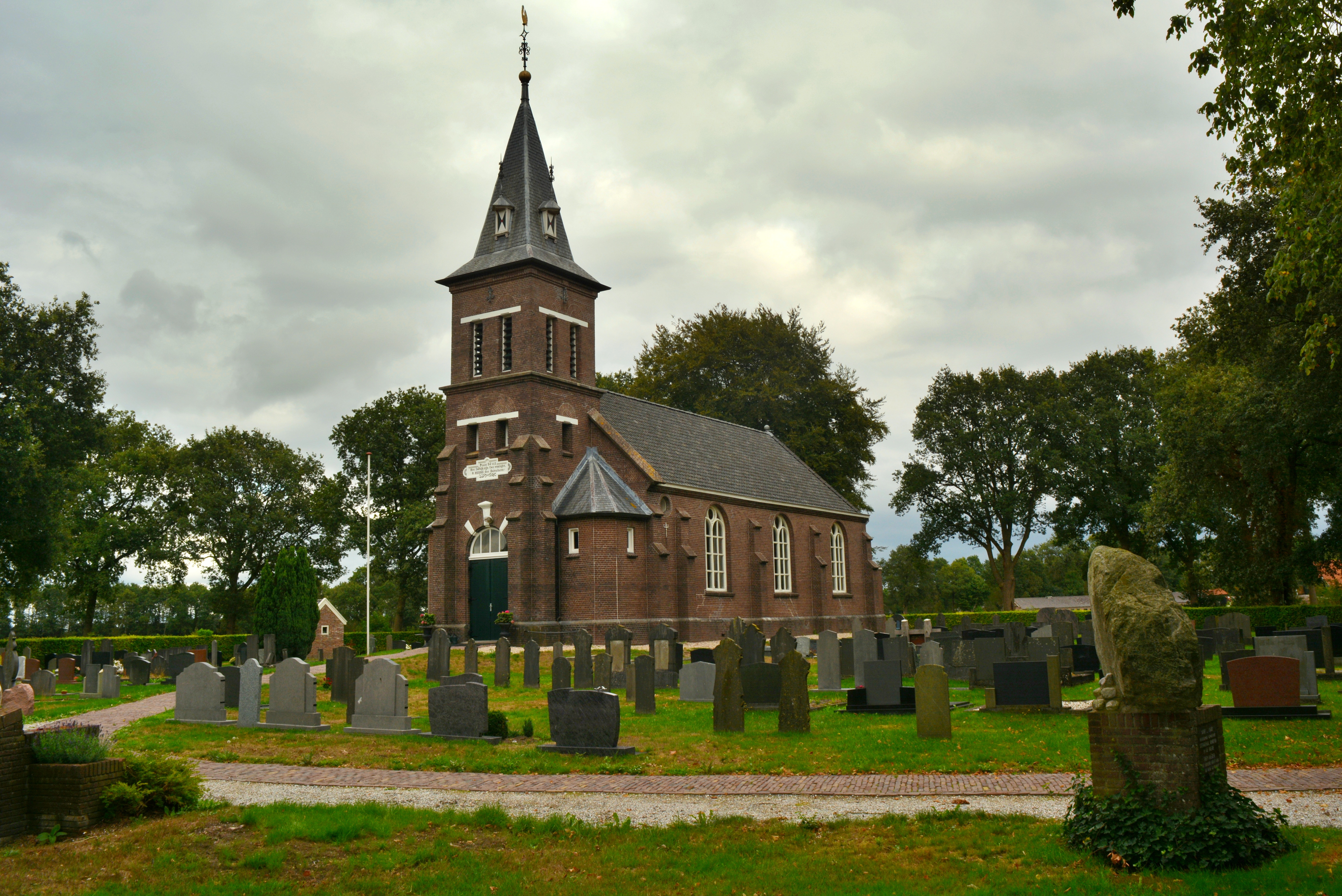
Protestantse kerk

Ongeveer een kilometer oostelijker van Steggerda Kerk ligt de tweede kern met een Nederlands Hervormde Kerk aan de kosterweg waar dominee A.C. Meesters voorgaat. Buurtschap Zevenroeden is ongeveer 700 m verderop gelegen. De oude zuivelfabriek, die later werd gebruikt als veilinghuis is in de zomer van 2007 gesloopt om plaats te maken voor woningen. Verder is er een Harley-Davidson winkel te vinden, enkele bedrijven en boerderijen. Op de hoek van de Steggerdaweg/Mulderstraat staat een reusachtige zwerfkei op een sokkel die 200.000 jaar geleden werd aangevoerd vanuit Scandinavië tijdens de derde ijstijd.
Net buiten de dorpskern is een Saksische boerderij te vinden, in Oost- en Weststellingwerf zijn nog maar een viertal van dit boerderijtype te vinden, twee in Oldeberkoop, één in Boijl en de laatste bevindt zich in Steggerda, welke nog, in tegenstelling tot de andere, in uitstekende staat bewaard is gebleven. De in 1731 gebouwde boerderij wordt al die tijd bewoond door de familie Homma. De huidige generatie produceert en verkoopt in het schuurgedeelte ijs onder de naam 'De Saks'.